# 이코마 터널

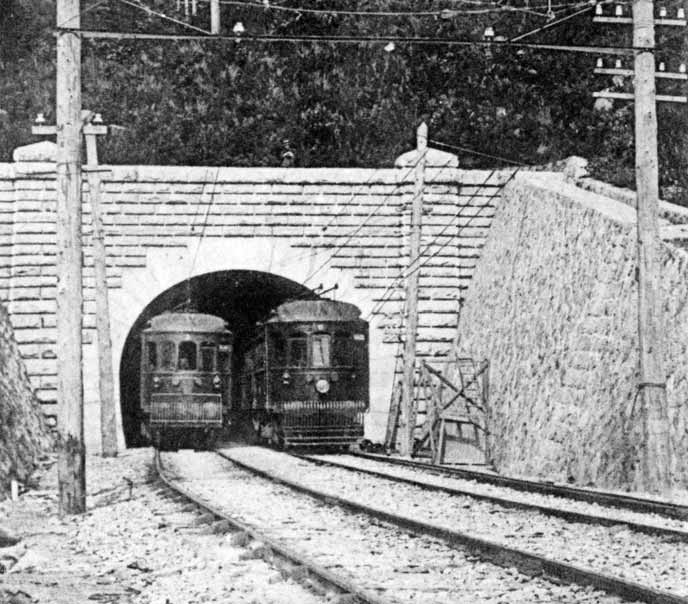
개통당시 이코마터널 입구

이코마 터널(일본어: 生駒トンネル)는 일본 오사카부 히가시오사카시와 나라현 이코마시 사이에 1914년 4월 18일에 개통한 철도터널이다. 1964년 제1 신 이코마 터널 개통으로 이후 1984년 나라현 방면 진입로 일부만 제2 신 이코마 터널 건설에 이용된 걸 제외하고 전면 폐쇄되었다.

## 개요
일본의 건설회사 오바야시구미에서 준공한 터널로 총 연장은 3,388m 로 츄오선의 사사고 터널 다음으로 긴 터널이었으며, 일본 최초로 표준 궤간의 터널이었다. 오사카부와 나라현을 연결하던 구간으로 지금은 긴키 닛폰 철도로 흡수 합병된 "오사카 전기 궤도"가 사용해 왔다.
그러나 1946년 이코마 터널을 지나가던 열차에 화재가 난 사건, 1947년에 터널을 지나던 급행 열차가 폭발하는 사건, 1948년 브레이크 고장으로 오사카 방면으로 폭주, 선행 열차와 충돌하는 사건 등 원인 불명의 각종 사건들이 발생하였고, 터널 노후화 및 공간 협소로 기존 선로를 대폭 직선화 및 이설시켜 신 이코마 터널이 개통하게 되어 구 이코마 터널은 신 이코마 터널이 개통되던 1964년 7월 정식으로 폐쇄되었고, 이코마 터널의 오사카 측 최측 역인 구사에자카 역은 폐역되었다.
이후 1983년까지는 아예 새로 뚫은 제1 신 이코마 터널(일본어: 第一生駒トンネル)만 이용하였으나, 1984년 게이 한나선이 개통하면서 구 이코마 터널의 나라 측 입구를 활용한 제2 신 이코마 터널(일본어: 第二生駒トンネル) 이 개통되면서 400m 정도의 구간은 부분적으로는 이용하고 있으며, 현재는 제2 신 이코마 터널의 비상 대피소로 사용한다.

## 터널 시설
이코마 터널은 제일 먼저 1912년 개통되어 1964년 폐지된 구 터널과, 이후 1964년, 1984년에 각각 새로 개통한 신 터널 2개로 나뉜다. 심령 스폿으로 알려진 곳은 바로 구 이코마 터널과 제2 신 이코마 터널이다.

### 구 이코마 터널 (1912년~1964년)
구 이코마 터널은 일본 5대 건설 업체 중에 하나인 오마야시구미가 만든 터널이며 감독관이 조선인들을 잔혹하게 학대를 하여서 사고가 많이 일어났고 1999년에 피살된 시신이 발견되어서 사람들의 불안이 커지자 일본정부는 이 터널을 폐쇄하였다. 구 이코마 터널에는 억울하게 죽은 조선인들의 원혼이 떠돌아 다닌다는 소문이 있다.

### 제1 신 이코마 터널 (1964년 완공)
기존 이코마 터널에서 사고가 잦고, 입구가 매우 협소한 관계로 1964년 긴테쓰 나라선을 건설하면서 신설한 터널이다. 길이 3,494 m로 구 이코마 터널보다 조금 더 길며, 오사카 쪽은 터널을 신설하여 신이시키리역을 신설하였으며, 나라 방면은 기존 이코마 터널의 좌측에 입구를 건설했다. 터널 입구에서 두 노선이 분기한다. 한노선은 신이시리역방향 한노선은 오사카방향이다. 그리고 1964년 기존터널에서 일어났던 사고가 이곳에서 일어났다 만든지얼마안되 기존터널처럼 이곳 제1 이코마 터널을 통과하고 있었던 열차에서 화재가 발생하였고 1965년 터널안을 달리던 급행열차가 폭발했고 1966년에는 이곳 터널안을 달리던 열차가 브레이크 고장으로 오사카까지 폭주후 폭주하던 열차앞에 있던열차 후미부분에 충돌했다. 그후 같은 해 6월 이곳 제1 이코마 터널을 폐쇄시켰다가 같은해 7월 다시 열차가 운행을 시작했다.폐쇄 시킨 가장 큰 이유는 사고가 잦았고 이곳을 만든 조선인을 데리고와 노동을 시켰다 일을안하는 노동자들은 일본감독이 잔혹하게 학대했다. 억울하게 죽은 영혼이 그 터널 안을 떠돌아니며 터널 안을 지나가던 열차를 사고나게 만든게 아닌가 생각한다.

### 제2 신 이코마 터널 (1984년 완공)
이후 제1 신 이코마 터널이 포화상태에 이르자, 기존 1964년 폐쇄한 구 이코마 터널을 일부 활용하여 긴테쓰게이한나선의 터널로 건설했다. 길이 3,494m이며, 나라 쪽 입구는 구 이코마 터널을 활용하였으며, 이런 관계로 심령 스폿으로 알려졌다.
정식 명칭은 폐쇄된 구 터널의 명칭을 그대로 사용하여 이코마 터널로 사용하고 있으며, 제1 터널과는 달리 제3궤조 방식으로 운영되는 철도이기 때문에, 별도의 전차선이 없다.

## 논란
이 터널은 일제강점기 시절 조선에서 데려온 조선인들을 강제로 동원하여 건설하였다.
건설 현장에 동원된 조선인들은 낙석 사고로 죽거나, 폭행과 같은 가혹 행위를 당하였으며, '사람의 피가 많이 섞여야 공사가 성공한다'는 미신을 믿던 일본인 감독관들에게 잔인하게 학살 당하기도 했다. 특히 원래 이코마 터널 구간이 강삭선(Cable Car) 건설 방식까지 검토했을 정도로 험난한 구간이어서 1913년 1월 26일에는 낙반 사고가 발생해 일을 하던 조선인 노동자 152명 매몰 및 사망자 20명이라는 인명피해까지 발생했다.
터널 완공 후 근처에 사는 주민들이 귀신을 목격한다는 괴소문이 퍼진 이후 갖가지 사고가 발생하게 되어 결국 신 이코마 터널이 완공된 직후 폐쇄되었다. 현재는 일본의 3대 심령스폿으로 알려졌다. 터널 옆에는 조선인들이 세운 보덕사가 있으며 사찰내에 1977년 긴키 닛폰 철도와 지역인사의 지원을 받아 세워진 한국인희생자무연불위령비가 있어 당시 공사에 참여했던 조선인들의 넋을 기리고 있다.
1992년에 스미이 작가의 '다리가 없는 강'이라는 책에 이코마 터널에서 억울하게 죽은 조선인들의 한 때문에 잇따른 사건이 발생했다는 내용이 담겨 일본 열도를 충격에 휩싸이게 했다. 그리고 이 터널을 공사를 책임지던 건설회사 오바야시구미는 사건을 은폐했다는 주장을 하였고, 논란이 된 직후에도 일본 정부는 노코멘트로 일관하였다.

## 같이 보기
- 일제강점기